# Sphecapatoclea kizylkumensis
Sphecapatoclea kizylkumensis är en tvåvingeart som beskrevs av Boris Borisovitsch Rohdendorf 1975. Sphecapatoclea kizylkumensis ingår i släktet Sphecapatoclea och familjen köttflugor.
Artens utbredningsområde är Uzbekistan. Inga underarter finns listade i Catalogue of Life.